# Francisco Javier Torres
Francisco Javier Torres Zamores (nació el 12 de mayo de 1983 en León, Guanajuato), es un exfutbolista mexicano que se desempeñaba como mediocampista.

## Trayectoria
Comenzó su carrera profesional en el Club América. Debutó en la Primera División de México el 12 de mayo del 2002, enfrentando a La Piedad en el Estadio Juan Nepomuceno López, en el partido de vuelta por los cuartos de final del Verano 2002; los Azulcremas vencieron 1-3 a los Reboceros. Torres ingresó a 4 minutos de que finalizara el encuentro.
Con los Azulcremas volvió a tener actividad hasta en la Jornada 1 del Clausura 2003, enfrentando a Pachuca; en la siguiente Jornada, marcó el gol con el que América se fue adelante en el marcador ante las Chivas Rayadas del Guadalajara en el Clásico Nacional; el marcador finalizó 1-1. 
De cara al Apertura 2006 fue fichado por Club Santos Laguna. Con los Alviverdes conquistó el título del Clausura 2008 luego de vencer a Cruz Azul. En el Clausura 2011 reforzó a Jaguares de Chiapas; con los Naranjas jugó siete partidos en la Liga y cuatro en la Copa Libertadores 2011, en el torneo internacional le marcó un gol al conjunto ecuatoriano Emelec.  
La Temporada 2011-2012 jugó para los Rojinegros del Atlas. En mayo del 2012 reportó con Morelia. 
Retornó a Chiapas para el Apertura 2013. En diciembre del 2013 fue presentado con Club Puebla. Estuvo con Lobos de la BUAP en la Temporada 2018-2019.

### Clubes
| Club                | País   | Año           |
| ------------------- | ------ | ------------- |
| Club América        | México | 2001-2006     |
| Club Santos Laguna  | México | 2006-2010     |
| Jaguares de Chiapas | México | Clausura 2011 |
| Atlas               | México | 2011-2012     |
| Morelia             | México | 2012-2013     |
| Jaguares de Chiapas | México | Apertura 2013 |
| Club Puebla         | México | 2014-2018     |
| Lobos de la BUAP    | México | 2018-2019     |

## Estadísticas
| Club                     | Partidos | Goles |
| ------------------------ | -------- | ----- |
| Club América             | 78       | 5     |
| Tigrillos Coapa (Cárnet) | 17       | 1     |
| San Luis FC (Cárnet)     | 3        | 0     |
| Zacatepec (Cárnet)       | 1        | 0     |
| Santos A (Cárnet)        | 2        | 1     |
| Club Santos Laguna       | 156      | 9     |
| Jaguares de Chiapas      | 11       | 1     |
| Atlas                    | 32       | 3     |
| Morelia                  | 35       | 2     |
| Jaguares de Chiapas      | 7        | 1     |
| Club Puebla              | 145      | 9     |
| Lobos de la BUAP         | 8        | 0     |
| Total                    | 495      | 32    |

Incluye: Ascenso, Liga, Liguilla, Copa MX, Supercopa MX, SuperLiga, CONCACAF, Libertadores y Sudamericana. 
* Tigrillos Coapa, San Luis y Zacatepec, llegaron a ser filiales del América en la Primera División A.

## Palmarés

### Campeonatos nacionales
| Título                       | Club               | País   |
| ---------------------------- | ------------------ | ------ |
| Verano 2002                  | Club América       | México |
| Clausura 2005                | Club América       | México |
| Campeón de Campeones 2004-05 | Club América       | México |
| Clausura 2008                | Club Santos Laguna | México |
| Copa México Clausura 2015    | Club Puebla        | México |
| Supercopa de México 2014-15  | Club Puebla        | México |

### Campeonato internacional
| Título        | Club         | País   |
| ------------- | ------------ | ------ |
| CONCACAF 2006 | Club América | México |

## Selección nacional de México

### Categorías menores
Sub-20
Llegó a ser internacional con la Selección Mexicana en la categoría Sub-20. Integró el plantel que disputó el Torneo Sub-20 de la Concacaf 2003 y que más tarde acudió a la Copa Mundial de Fútbol Sub-20 de 2003 en Emiratos Árabes Unidos.
| Mundial                               | Sede                   | Resultado      |
| ------------------------------------- | ---------------------- | -------------- |
| Copa Mundial de Fútbol Sub-20 de 2003 | Emiratos Árabes Unidos | Fase de grupos |

### Absoluta
Fue convocado a la Selección Mexicana, por el entrenador Sven-Göran Eriksson en cuatro ocasiones. El único partido que disputó con el conjunto Tricolor fue ante Ecuador en el Estadio Azteca el 12 de noviembre del 2008; jugó los primeros 45 minutos y fue sustituido por Antonio Naelson "Sinha". 